# Peter Mitterhofer

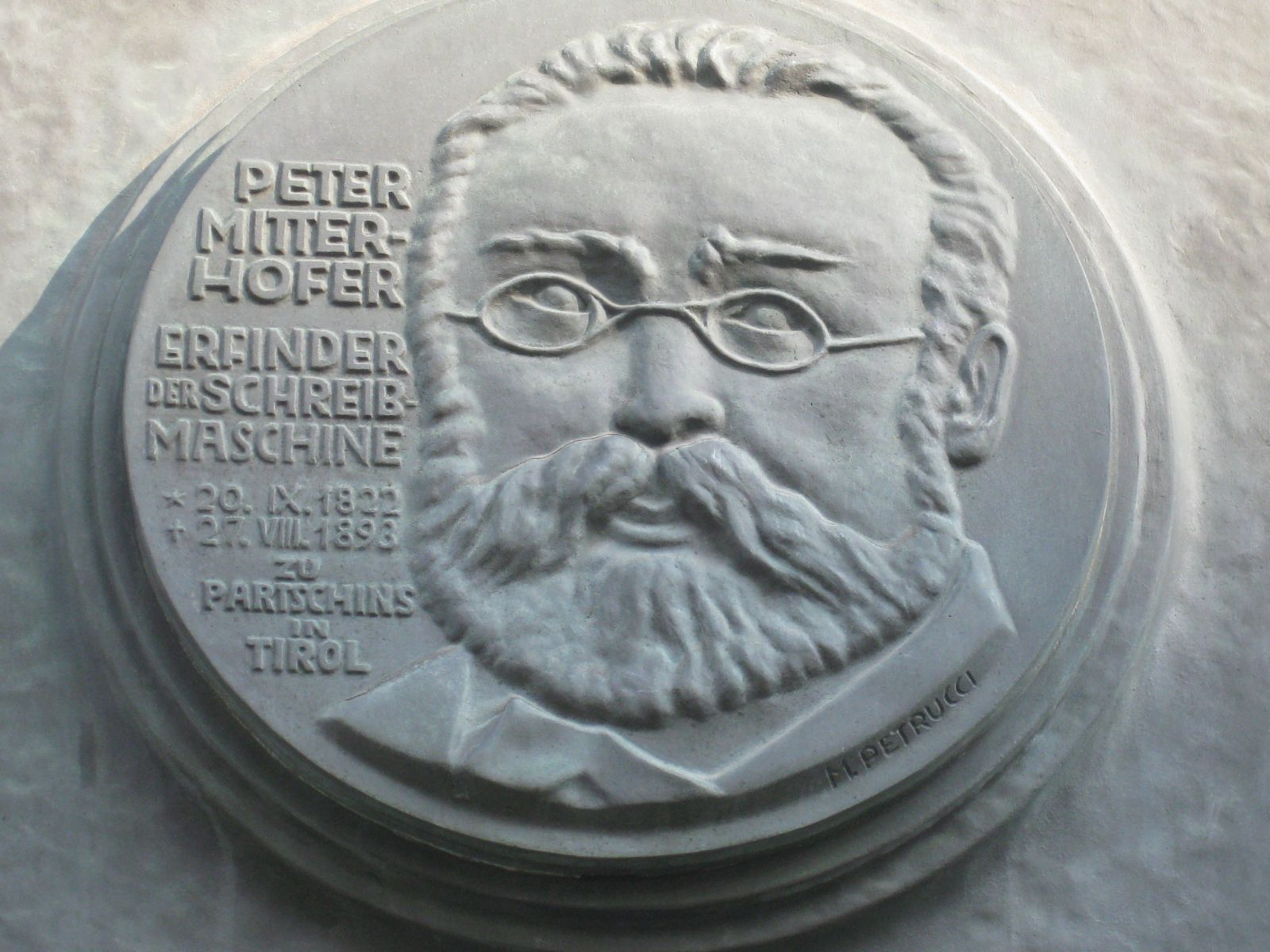

Peter Mitterhofer (1822-1893) was een Oostenrijkse timmerman en uitvinder en ontwerper van verschillende vroege typemachines.

## Modellen
Tussen 1864 en 1869 ontwikkelde Peter Mitterhofer vijf modellen.
1. Model Wien (1864) had 30 toetsen met naalden en enkel hoofdletters.
2. Model Dresden (1865) had in wezen dezelfde constructiekenmerken als het eerste model en is voornamelijk gemaakt van hout, enkel de hamers waren in metaal.
3. Van het model bestaat enkel de beschrijving.
4. Model Meran (1866) was gemaakt van hout en metaal en was de eerste met een schakelaar voor hoofdletters, kleine letters en cijfers.
5. Model Wien (1869) had een volledig toetsenbord, een degelrol en typte in Fraktur-schrift en was al een bruikbare typemachine. Er waren 82 toetsen voor cijfers, hoofdletters en kleine letters en de speciale tekens ( ) " - ! ? , ; . : § en & in zeven rijen.

## Impact
Mitterhofer maakte twee reizen te voet naar Wenen om zijn uitvindingen te presenteren. De keizerlijke experts zagen de waarde van zijn uitvinding niet in. Mitterhofer verloor de interesse in verdere ontwikkeling en deed ook geen pogingen meer om zijn vindingen op de markt te brengen. Hij had weet van het succes van de typemachines die in de VS door Christopher Latham Sholes werden vervaardigd. Hij stierf verbitterd op 27 augustus 1893.

## Galerij

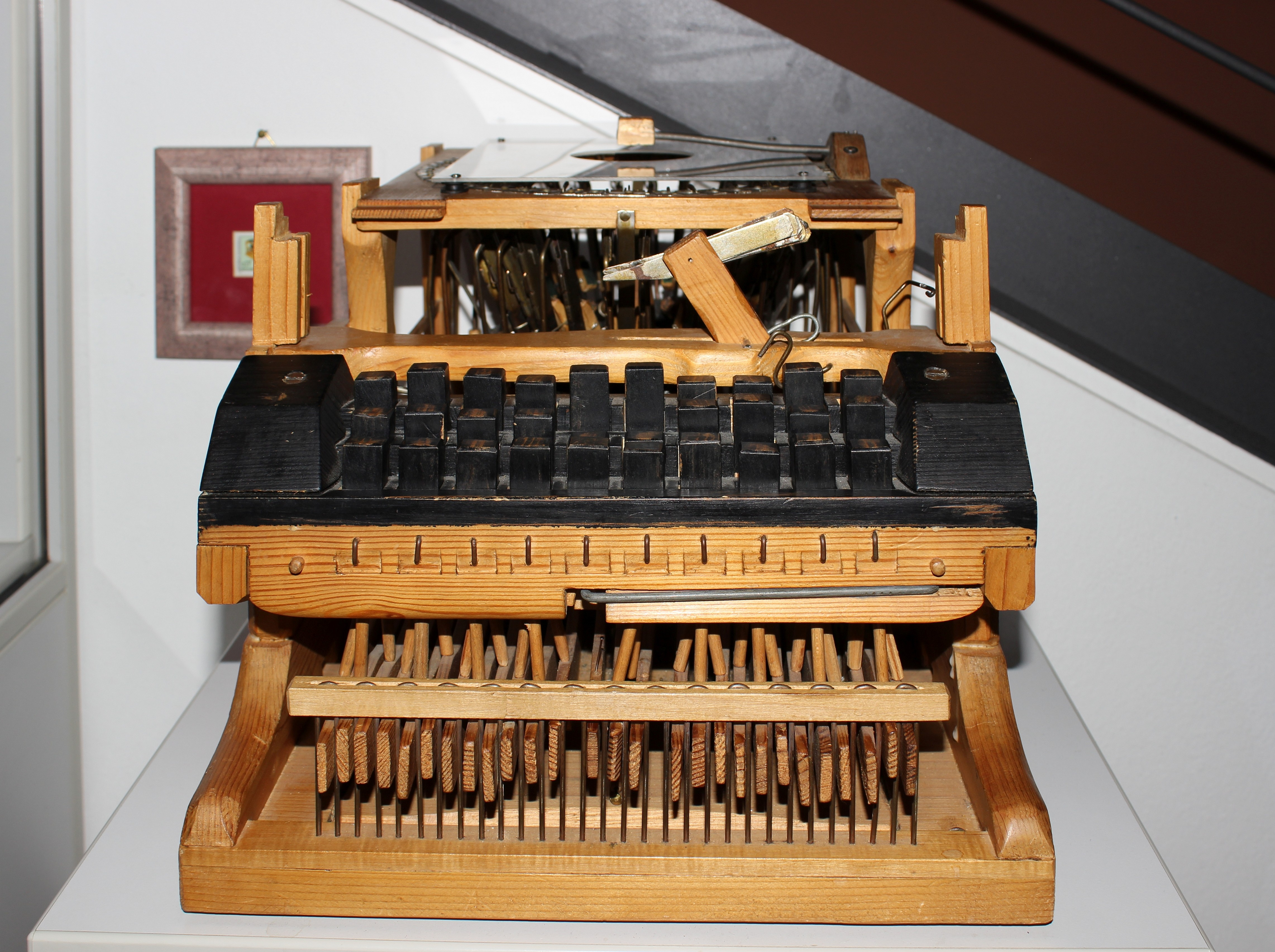
Model Wien
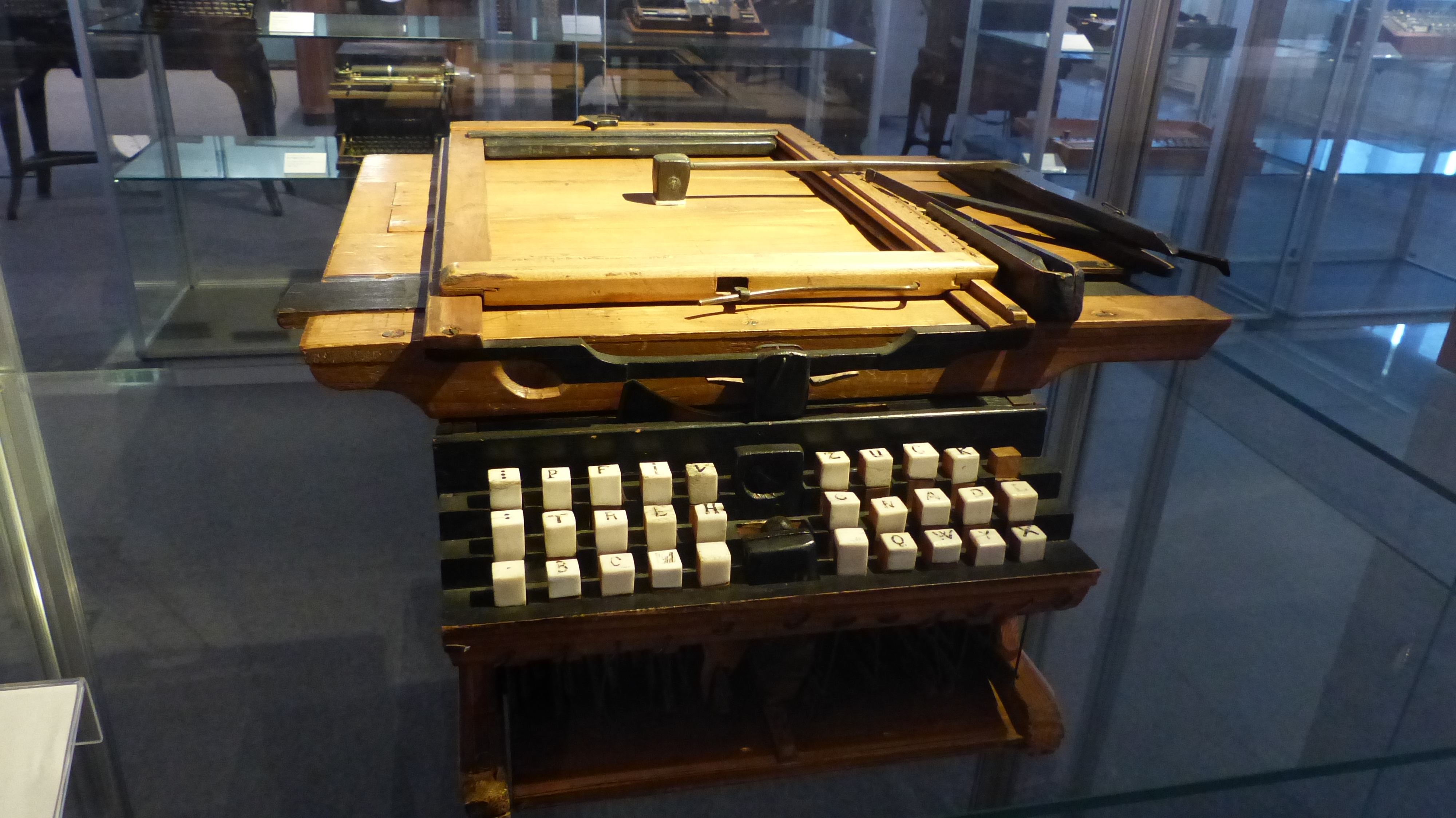
Model Dresden
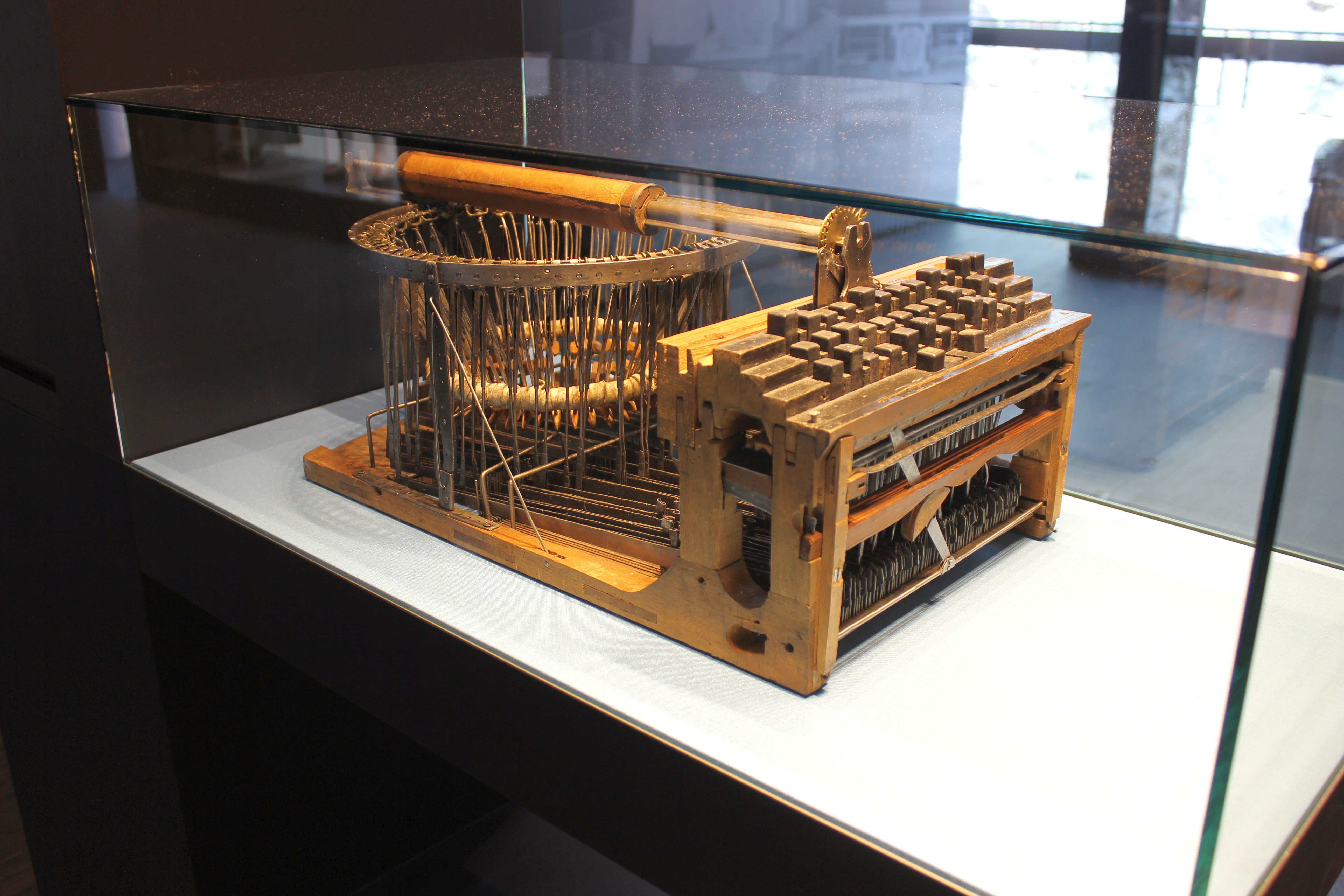
Model Meran
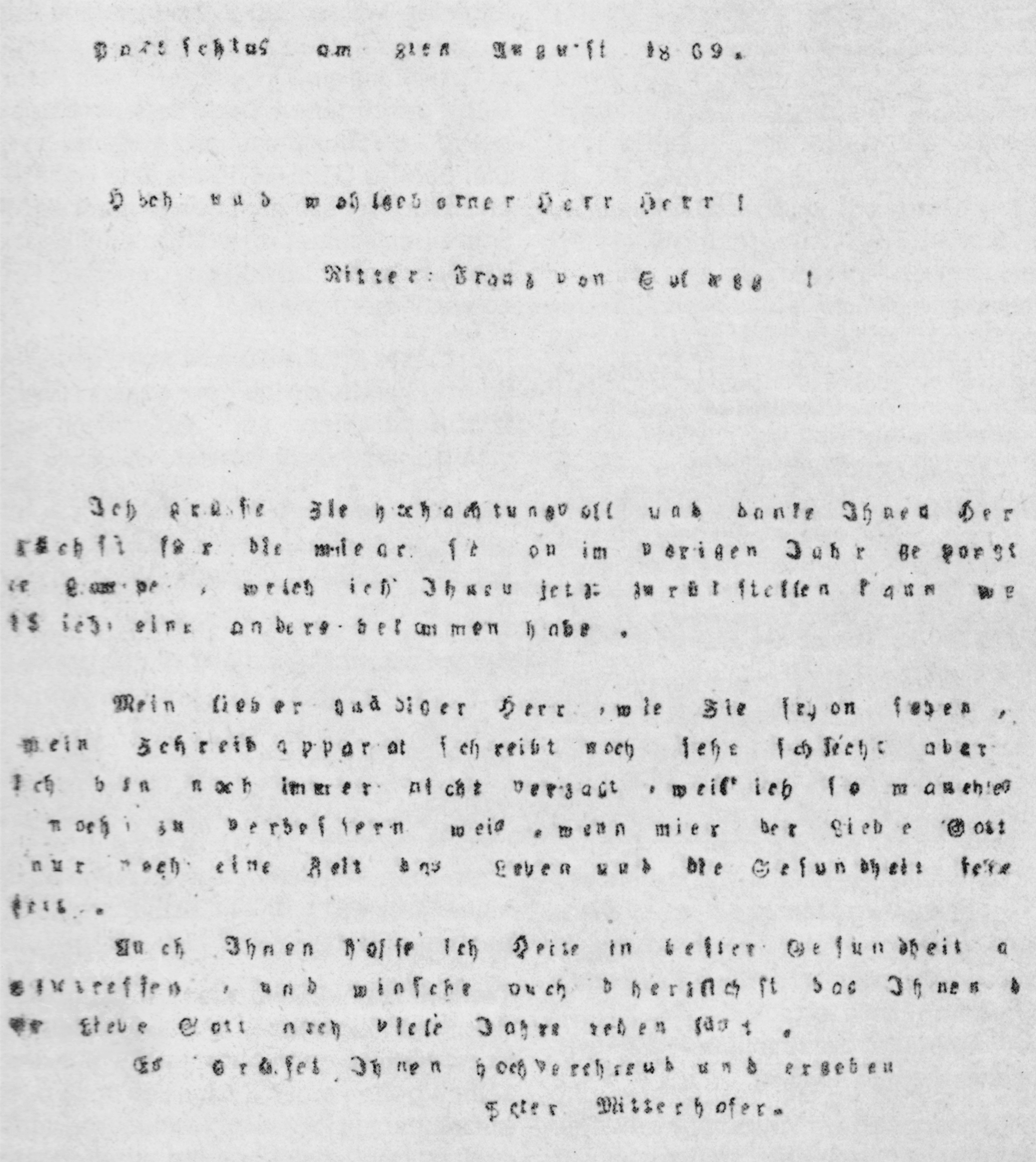
Brief geschreven met het Model Wien (1869)